# Socjalistyczna Partia Pracy (Rumunia)
Socjalistyczna Partia Pracy (rum. Partidul Socialist al Muncii, PSM) – rumuńska partia polityczna o profilu neokomunistycznym, działająca w latach 1990–2003.

## Historia
Partia powstała 16 listopada 1990, na jej czele stanął Ilie Verdeț, bliski współpracownik komunistycznego dyktatora Nicolae Ceaușescu i były premier. Ugrupowanie w 1992 z wynikiem 3,0% nieznacznie przekroczyło próg wyborczy i wprowadziło 13 posłów do Izby Deputowanych, uzyskało także 5 miejsc w Senacie. W ciągu czteroletniej kadencji wspierało rządy postkomunistycznych socjaldemokratów. W międzyczasie doszło do rozłamu, w 1995 poseł i wiceprzewodniczący PSM, Tudor Mohora, założył Partię Socjalistyczną.
W 1996 ugrupowanie z wynikiem 2,2% głosów nie dostało się do parlamentu, a jego kandydat na prezydenta, poeta Adrian Păunescu, dostał 0,7% głosów. W 2000 wyniki wyborcze okazały się jeszcze niższe. PSM otrzymała 0,8% głosów, a ubiegający się o prezydenturę jej nowy lider Ion Sasu – 0,3% głosów.
W 2003 partia przyłączyła się do Partii Socjaldemokratycznej. Sprzeciwiająca się temu grupa działaczy z Constantinem Rotaru utworzyła wówczas Partię Sojuszu Socjalistycznego.